# Дисульфид лантана
Дисульфид лантана — бинарное неорганическое соединение 
металла лантана и серы 
с формулой LaS2, 
коричневые кристаллы.

## Получение
- Действие паров серы на металлический лантан:

{\displaystyle {\mathsf {La+2S\ {\xrightarrow {T}}\ LaS_{2}}}}

## Физические свойства
Дисульфид лантана образует коричневые кристаллы нескольких модификаций:
- тетрагональная сингония, параметры ячейки a = 0,4147 нм, c = 0,8176 нм, Z = 2;
- ромбическая сингония, пространственная группа P nma, параметры ячейки a = 0,8140 нм, b = 1,6379 нм, c = 0,4144 нм, Z = 8 [1][2][3].

Соединение образуется по перитектической реакции при температуре 1650°C.